# Grupo de Artillería de Montaña 6
El Grupo de Artillería de Montaña 6 (GAM 6) es una unidad de Artillería del Ejército Argentino perteneciente de la VI Brigada de Montaña, se encuentra ubicada en la localidad de Junín de los Andes en la Provincia de Neuquén.

## Historia
El Grupo de Artillería de Montaña 6 integró el Agrupamiento B que se desplazó a la provincia de Tucumán por orden del Comando General del Ejército para reforzar la V Brigada de Infantería que llevaba adelante el Operativo Independencia. El Agrupamiento B se turnaba con los Agrupamientos A y C, creados para el mismo fin.
En junio de 2011 forma parte del Agrupamiento Villa La Angostura, un conjunto de unidades correspondientes a la zona afectada por la erupción del complejo volcánico Puyehue-Cordón Caulle que brinda asistencia a la comunidad como consecuencia de la enorme caída de cenizas emanadas por esta actividad volcánica, participando la unidad con la dirección de su comandante, y en el aporte de medios logísticos para las diferentes actividades realizadas.

## Organización
- Jefe del Grupo de Artillería de Montaña 6 (J GAM 6) TC Juan Cruz Maderna Velez
- Encargado de compañía B grupo de artillería montada (J GAM 6) SA Marin Andres Ricardo 
  - Plana Mayor (Pl My).
    - Batería de Artillería «A» (Ba A A).
    - Batería de Artillería «B» (Ba A B).
    - Batería Comando y Servicios (B Cdo Ser).